# Jun Yanagisawa
Jun Yanagisawa (柳澤 隼 Yanagisawa Jun?, nacido el 27 de junio de 1987 en Minori (actualmente Omitama), Ibaraki) es un exfutbolista japonés. Jugaba de centrocampista y su último club fue el MIO Biwako Shiga de Japón.

## Trayectoria

### Clubes
| Club              | País  | Año         |
| ----------------- | ----- | ----------- |
| Kashiwa Reysol    | Japón | 2005 - 2009 |
| Sagan Tosu        | Japón | 2010 - 2011 |
| FC Gifu Second    | Japón | 2012 - 2013 |
| Azul Claro Numazu | Japón | 2014        |
| MIO Biwako Shiga  | Japón | 2015 - 2017 |

## Estadística de carrera

### J. League
| Club           | Año   | J. League | J. League | Copa J. League | Copa J. League | Total | Total |
| Club           | Año   | Part.     | Goles     | Part.          | Goles          | Part. | Goles |
| -------------- | ----- | --------- | --------- | -------------- | -------------- | ----- | ----- |
| Kashiwa Reysol | 2005  | 1         | 0         | 0              | 0              | 1     | 0     |
| Kashiwa Reysol | 2006  | 1         | 0         | -              | -              | 1     | 0     |
| Kashiwa Reysol | 2007  | 0         | 0         | 0              | 0              | 0     | 0     |
| Kashiwa Reysol | 2008  | 0         | 0         | 0              | 0              | 0     | 0     |
| Kashiwa Reysol | 2009  | 1         | 0         | 0              | 0              | 1     | 0     |
| Sagan Tosu     | 2010  | 10        | 0         | -              | -              | 10    | 0     |
| Sagan Tosu     | 2011  | 1         | 0         | -              | -              | 1     | 0     |
| Total          | Total | 14        | 0         | 0              | 0              | 14    | 0     |